# Pierre Plante
Pour les articles homonymes, voir Plante (homonymie).
Pierre Plante (né le 14 mai 1951 à Salaberry-de-Valleyfield, dans la province de Québec, au Canada) est un joueur canadien de hockey sur glace qui évoluait au poste d'ailier droit.

## Carrière
Pierre Plante joue en junior avec les Rangers de Drummondville de 1967 à 1971. À sa première saison, il remporte la Coupe du président avec son équipe. Les Rangers battent alors les Bruins de Shawinigan en cinq parties lors de la finale de la Ligue Junior A du Québec, l’ancêtre de la LHJMQ. Son entraîneur est Maurice Fillion et parmi ses coéquipiers, on retrouve Marcel Dionne, Michel Archambault, Michel Parizeau, Yvon Lambert et Michel Plasse. Lors de ses deux saisons suivantes, il compte 89 buts en 109 parties et accumule 437 minutes de pénalités. Sa réputation de joueur robuste plaît aux Flyers de Philadelphie qui le sélectionnent au 9e rang du repêchage amateur de la Ligue nationale de hockey en juin 1971.
Jusqu’en décembre 1973, Plante effectue la navette entre Philadelphie et Richmond, domicile des Robins, le club-école des Flyers. Le 14 décembre 1973, les Broad Street Bullies décident finalement de l’échanger aux Blues de Saint-Louis (avec Brent Hughes) pour André « Moose » Dupont. La transaction s’avère fructueuse pour Plante, puisque c’est avec les Blues qu’il s’établit comme joueur régulier de la LNH. Il participe régulièrement au jeu de puissance et devient l’un des meilleurs buteurs du club. Il connaît sa meilleure saison en 1974-1975 alors qu’il compte 34 buts. C’est également à Saint-Louis qu’il se forge une réputation de joueur tenace, jouant entre autres un match avec un poignet fracturé. Les Blues l’échangent toutefois à Chicago à l’été 1977. Il marque 10 buts avec les Black Hawks, puis, il est de nouveau échangé au Minnesota en mai 1978. Il ne porte toutefois pas l’uniforme des North Stars puisqu’il est réclamé au ballottage par les Red Wings de Détroit d’abord, puis les Rangers de New York ensuite. Il joue finalement 70 matchs avec les Rangers et participe aux séries éliminatoires de 1979. Pour la première fois de sa carrière, il a la chance de batailler pour la Coupe Stanley. Les Rangers de l’entraîneur Fred Shero s’inclinent malheureusement en 5 parties contre les Canadiens de Montréal, qui remportent alors les grands honneurs pour une quatrième année consécutive.
Les Nordiques de Québec sélectionnent Pierre Plante lors du repêchage d’expansion en juin 1979. Il se joint alors à un club qui effectue son entrée dans la LNH. Le 10 octobre, les Flames d’Atlanta sont les visiteurs au Colisée de Québec pour ce premier match historique. Sur la glace, la formation partante des Nordiques se compose ainsi : Göran Högosta, gardien de but ; Gerry Hart et Garry Larivière, défenseurs ; à l’attaque, Gilles Bilodeau, Richard Leduc et Pierre Plante. La formation québécoise perd le match 5-3 et Plante ne récolte aucun point. La première campagne des Nordiques est difficile, le club ne remporte que 25 matchs en 80 parties et le club est exclu des séries éliminatoires. À la fin de la saison, Plante, qui n'a compté que 4 buts, critique ouvertement l’entraîneur Jacques Demers et l’entraîneur-adjoint André Boudrias, déclarant aux journalistes qu’ils sont incompétents. En septembre 1980, à la suite d'un camp d’entraînement décevant, il est libéré par le directeur-gérant et nouvel entraîneur Maurice Fillion. Il prend sa retraite du hockey professionnel quelques semaines plus tard.
Pierre Plante continue toutefois de chausser les patins puisqu’il joue régulièrement pour les Légendes de la LNH jusqu’à la fin des années 1990. Il travaille également à cette époque pour Itech, une compagnie québécoise qui fabrique de l’équipement pour les joueurs de hockey, et occupe un poste d’entraîneur-adjoint avec le club junior A de Valleyfield.

## Statistiques
| Saison     | Équipe                 | Ligue      |     | Saison régulière | Saison régulière | Saison régulière | Saison régulière | Saison régulière |   | Séries éliminatoires | Séries éliminatoires | Séries éliminatoires | Séries éliminatoires | Séries éliminatoires |
| Saison     | Équipe                 | Ligue      | PJ  | B                | A                | Pts              | Pun              | PJ               | B | A                    | Pts                  | Pun                  |                      |                      |
| 1968-1969  | Drummondville Rangers  | QJHL       | 44  | 11               | 13               | 24               | 35               | 10               | 2 | 10                   | 12                   | 12                   |                      |                      |
| 1969-1970  | Drummondville Rangers  | LHJMQ      | 51  | 51               | 51               | 102              | 186              | 1                | 1 | 0                    | 1                    | 7                    |                      |                      |
| 1970-1971  | Drummondville Rangers  | LHJMQ      | 58  | 38               | 50               | 88               | 251              | 6                | 2 | 9                    | 11                   | 14                   |                      |                      |
| 1971-1972  | Flyers de Philadelphie | LNH        | 24  | 1                | 0                | 1                | 15               |                  |   |                      |                      |                      |                      |                      |
| 1971-1972  | Robins de Richmond     | LAH        | 47  | 10               | 17               | 27               | 51               |                  |   |                      |                      |                      |                      |                      |
| 1972-1973  | Flyers de Philadelphie | LNH        | 2   | 0                | 3                | 3                | 0                |                  |   |                      |                      |                      |                      |                      |
| 1972-1973  | Robins de Richmond     | LAH        | 30  | 9                | 11               | 20               | 56               |                  |   |                      |                      |                      |                      |                      |
| 1972-1973  | Blues de Saint-Louis   | LNH        | 49  | 12               | 13               | 25               | 56               | 5                | 2 | 0                    | 2                    | 15                   |                      |                      |
| 1973-1974  | Blues de Saint-Louis   | LNH        | 78  | 26               | 28               | 54               | 85               |                  |   |                      |                      |                      |                      |                      |
| 1974-1975  | Blues de Saint-Louis   | LNH        | 80  | 34               | 32               | 66               | 125              | 2                | 0 | 0                    | 0                    | 8                    |                      |                      |
| 1975-1976  | Blues de Saint-Louis   | LNH        | 74  | 14               | 19               | 33               | 77               | 3                | 0 | 0                    | 0                    | 6                    |                      |                      |
| 1976-1977  | Blues de Saint-Louis   | LNH        | 76  | 18               | 20               | 38               | 77               | 4                | 0 | 0                    | 0                    | 2                    |                      |                      |
| 1977-1978  | Black Hawks de Chicago | LNH        | 77  | 10               | 18               | 28               | 59               | 1                | 0 | 0                    | 0                    | 0                    |                      |                      |
| 1978-1979  | Rangers de New York    | LNH        | 70  | 6                | 25               | 31               | 37               | 18               | 0 | 6                    | 6                    | 20                   |                      |                      |
| 1979-1980  | Nordiques de Québec    | LNH        | 69  | 4                | 14               | 18               | 68               |                  |   |                      |                      |                      |                      |                      |
| 1979-1980  | Firebirds de Syracuse  | LAH        | 3   | 0                | 0                | 0                | 2                |                  |   |                      |                      |                      |                      |                      |
| Totaux LNH | Totaux LNH             | Totaux LNH | 599 | 125              | 172              | 297              | 599              | 33               | 2 | 6                    | 8                    | 51                   |                      |                      |